# Lista över låtar av Demi Lovato
En komplett lista över sånger av den amerikanska skådespelaren, sångaren och låtskrivaren Demi Lovato.
| Sångtitel                                                       | Låtskrivare                                                                                       | Album                                 | År   | Övrigt                                                               |
| --------------------------------------------------------------- | ------------------------------------------------------------------------------------------------- | ------------------------------------- | ---- | -------------------------------------------------------------------- |
| Nr                                                              |                                                                                                   |                                       |      |                                                                      |
| "1, 2, 3 Goodbye"                                               | Demi Lovato                                                                                       | Ingen albumsång                       | 2008 | Framträdande av sången som ett gömt bonusklipp från Camp Rock DVD:n. |
| A                                                               |                                                                                                   |                                       |      |                                                                      |
| "All Night Long"                                                | Demi Lovato, Melissa Elliott, Timothy Mosley, Jim Beanz, Lyrica Anderson, Erin Reed, Joseph Angel | Unbroken                              | 2011 | Missy Elliott och Timbaland medverkar i sången.                      |
| B                                                               |                                                                                                   |                                       |      |                                                                      |
| "Back Around"                                                   | Demi Lovato, Joe Jonas, Kevin Jonas, Nick Jonas                                                   | Don't Forget                          | 2008 | Finns med på den internationella versionen.                          |
| "Believe in Me"                                                 | Kara DioGuardi, John Fields, Demi Lovato                                                          | Don't Forget                          | 2008 |                                                                      |
| "Behind Enemy Lines"                                            | Demi Lovato, Joe Jonas, Kevin Jonas, Nick Jonas                                                   | Don't Forget                          | 2009 | Finns med på deluxe versionen.                                       |
| "Brand New Day"                                                 | Kara DioGuardi, Mitch Allan                                                                       | Camp Rock 2: The Final Jam            | 2010 |                                                                      |
| C                                                               |                                                                                                   |                                       |      |                                                                      |
| "Can't Back Down"                                               | Antonina Armato, Tim James, Tom Sturges                                                           | Camp Rock 2: The Final Jam            | 2010 |                                                                      |
| "Catch Me"                                                      | Demi Lovato                                                                                       | Here We Go Again                      | 2009 |                                                                      |
| D                                                               |                                                                                                   |                                       |      |                                                                      |
| "Different Summers"                                             | Jamie Houston                                                                                     | Camp Rock 2: The Final Jam            | 2010 |                                                                      |
| "Don't Forget"                                                  | Demi Lovato, Joe Jonas, Kevin Jonas, Nick Jonas                                                   | Don't Forget                          | 2008 |                                                                      |
| E                                                               |                                                                                                   |                                       |      |                                                                      |
| "Everytime You Lie"                                             | Demi Lovato, John Fields, Jon McLaughlin                                                          | Here We Go Again                      | 2009 |                                                                      |
| "Everything You're Not"                                         | Demi Lovato, Toby Gad, Lindy Robbins                                                              | Here We Go Again                      | 2009 |                                                                      |
| F                                                               |                                                                                                   |                                       |      |                                                                      |
| "Falling Over Me"                                               | Demi Lovato, John Fields, Jon McLaughlin                                                          | Here We Go Again                      | 2009 |                                                                      |
| "Fix a Heart"                                                   | Emanuel Kiriakou, Priscilla Renea                                                                 | Unbroken                              | 2011 |                                                                      |
| "For the Love of a Daughter"                                    | Demi Lovato, William Beckett                                                                      | Unbroken                              | 2011 |                                                                      |
| G                                                               |                                                                                                   |                                       |      |                                                                      |
| "Get Back"                                                      | Demi Lovato, Joe Jonas, Kevin Jonas, Nick Jonas                                                   | Don't Forget                          | 2008 |                                                                      |
| "Gift of a Friend"                                              | Demi Lovato, Andy Dodd, Adam Watts                                                                | Here We Go Again                      | 2009 | Ingår även i Tinker Bell and the Lost Treasure soundtracket.         |
| "Give Your Heart a Break"                                       | Joshua Alexander, Billy Steinberg                                                                 | Unbroken                              | 2011 |                                                                      |
| "Gonna Get Caught"                                              | Demi Lovato, Joe Jonas, Kevin Jonas, Nick Jonas                                                   | Don't Forget                          | 2008 |                                                                      |
| "Got Dynamite"                                                  | E. Kidd Bogart, Gary Clark, Victoria Horn                                                         | Here We Go Again                      | 2009 |                                                                      |
| H                                                               |                                                                                                   |                                       |      |                                                                      |
| "Here We Go Again"                                              | Mher Filian, Isaac Hasson, Lindy Robbins                                                          | Here We Go Again                      | 2009 |                                                                      |
| "Hold Up"                                                       | Demi Lovato, Leah Haywood, Daniel James, Ross Golan, Aston Merrygold                              | Unbroken                              | 2011 |                                                                      |
| I                                                               |                                                                                                   |                                       |      |                                                                      |
| "In Real Life"                                                  | William James McAuley III, Lindsey Ray                                                            | Unbroken                              | 2011 |                                                                      |
| "It's Not Too Late"                                             | Adam Watts, Andy Dodd                                                                             | Camp Rock 2: The Final Jam            | 2010 |                                                                      |
| "It's On"                                                       | Lyrica Anderson, Kovasclar Myvette, Toby Gad                                                      | Camp Rock 2: The Final Jam            | 2010 |                                                                      |
| J                                                               |                                                                                                   |                                       |      |                                                                      |
| K                                                               |                                                                                                   |                                       |      |                                                                      |
| L                                                               |                                                                                                   |                                       |      |                                                                      |
| "La La Land"                                                    | Demi Lovato, Joe Jonas, Kevin Jonas, Nick Jonas                                                   | Don't Forget                          | 2008 |                                                                      |
| "Lightweight"                                                   | Shanna Crooks, Beanz, Frankie Storm                                                               | Unbroken                              | 2011 |                                                                      |
| M                                                               |                                                                                                   |                                       |      |                                                                      |
| "Make a Wave" (med Joe Jonas)                                   |                                                                                                   | Ingen albumsång                       | 2010 | Släppt som promotion för Disney's Friends for Change.                |
| "Me, Myself and Time"                                           | Antonina Armato, Tim James, Devrim Karaoglu                                                       | Sonny with a Chance                   | 2010 |                                                                      |
| "The Middle"                                                    | Kara DioGuardi, John Fields, Jason Reeves                                                         | Don't Forget                          | 2008 |                                                                      |
| "Mistake"                                                       | Leah Haywood, Daniel James, Shelly Peiken                                                         | Unbroken                              | 2011 |                                                                      |
| "Moves Me"                                                      | Kara DioGuardi, John Fields, Jason Reeves                                                         | Ingen albumsång                       |      |                                                                      |
| "My Love Is Like a Star"                                        | Toby Gad, James Morrison                                                                          | Unbroken                              | 2011 |                                                                      |
| N                                                               |                                                                                                   |                                       |      |                                                                      |
| O                                                               |                                                                                                   |                                       |      |                                                                      |
| "On the Line" (feat. Jonas Brothers)                            | Demi Lovato, Joe Jonas, Kevin Jonas, Nick Jonas                                                   | Don't Forget                          | 2008 |                                                                      |
| "One and the Same" (med Selena Gomez)                           | Dave Derby, Colleen Fitzpatrick, Michael Kotch                                                    | Disney Channel Playlist               | 2009 |                                                                      |
| "Our Time Is Here"                                              | Antonina Armato, Tim James                                                                        | Camp Rock                             | 2008 |                                                                      |
| P                                                               |                                                                                                   |                                       |      |                                                                      |
| "Party"                                                         | Demi Lovato, John Fields, Robert Schwartzman                                                      | Don't Forget                          | 2008 |                                                                      |
| Q                                                               |                                                                                                   |                                       |      |                                                                      |
| "Quiet"                                                         | Demi Lovato, Scott Cutler, Anne Preven                                                            | Here We Go Again                      | 2009 |                                                                      |
| R                                                               |                                                                                                   |                                       |      |                                                                      |
| "Remember December"                                             | Demi Lovato, John Fields, Anne Preven                                                             | Here We Go Again                      | 2009 |                                                                      |
| S                                                               |                                                                                                   |                                       |      |                                                                      |
| "Send It On" (med Jonas Brothers, Miley Cyrus och Selena Gomez) | Adam Anders, Peter Astrom, Nikki Hassman                                                          | Ingen albumsång                       | 2009 | Släppt som promotion för Disney's Friends for Change.                |
| "So Far So Great"                                               | Aris Archontis, Jeannie Lurie, Chen Neeman                                                        | Here We Go Again, Sonny with a Chance | 2009 |                                                                      |
| "Solo"                                                          | Demi Lovato, John Fields, Anne Preven                                                             | Here We Go Again                      | 2009 |                                                                      |
| "Stop the World"                                                | Demi Lovato, Nick Jonas                                                                           | Here We Go Again                      | 2009 |                                                                      |
| "Skyscraper"                                                    | Kerli Kõiv, Toby Gad, Lindy Robbins                                                               | TBA                                   | 2011 |                                                                      |
| T                                                               |                                                                                                   |                                       |      |                                                                      |
| "That's How You Know"                                           | Robbie Buchanan, Alan Menken, Stephen Schwartz                                                    | Disneymania 6, Princess Disneymania   | 2008 |                                                                      |
| "This Is Me"                                                    | Andy Dodd, Adam Watts                                                                             | Camp Rock                             | 2008 |                                                                      |
| "Together"                                                      | Demi Lovato, Timothy Mosley, Jim Beanz, Lyrica Anderson, "TC"                                     | Unbroken                              | 2011 | Duett med Jason Derülo.                                              |
| "Trainwreck"                                                    | Demi Lovato                                                                                       | Don't Forget                          | 2008 |                                                                      |
| "Two Worlds Collide"                                            | Demi Lovato, Joe Jonas, Kevin Jonas, Nick Jonas                                                   | Don't Forget                          | 2008 |                                                                      |
| U                                                               |                                                                                                   |                                       |      |                                                                      |
| "U Got Nothin' on Me"                                           | Demi Lovato, John Fields, Mher Filian, Isaac Hasson, Jon McLaughlin                               | Here We Go Again                      | 2009 |                                                                      |
| "Unbroken"                                                      | Demi Lovato, Leah Haywood, Daniel James                                                           | Unbroken                              | 2011 |                                                                      |
| "Until You're Mine"                                             | Andy Dodd, Adam Watts                                                                             | Don't Forget                          | 2008 |                                                                      |
| V                                                               |                                                                                                   |                                       |      |                                                                      |
| W                                                               |                                                                                                   |                                       |      |                                                                      |
| "We Rock"                                                       | Kara DioGuardi, Greg Wells                                                                        | Camp Rock                             | 2008 |                                                                      |
| "We'll Be a Dream" (med We the Kings)                           | Travis Clark                                                                                      | Smile Kid                             | 2010 |                                                                      |
| "What To Do"                                                    | Jeannie Lurie, Aris Archontis, and Chen Neeman                                                    | Sonny with a Chance                   | 2010 |                                                                      |
| "What We Came Here For"                                         | Jamie Houston                                                                                     | Camp Rock 2: The Final Jam            | 2010 |                                                                      |
| "Who's That Boy"                                                | Devin Tailes, Ryan Tedder, Noel Zancanella                                                        | Unbroken                              | 2011 | Duett med Dev.                                                       |
| "Who Will I Be?"                                                | Matthew Gerrard, Robbie Nevil                                                                     | Camp Rock                             | 2008 |                                                                      |
| "Wonderful Christmastime"                                       | Paul McCartney                                                                                    | All Wrapped Up                        | 2008 |                                                                      |
| "Work of Art"                                                   | Adam Anders, Nikki Hassman, Pam Sheyne                                                            | Sonny with a Chance                   | 2010 |                                                                      |
| "World of Chances"                                              | Demi Lovato, John Mayer                                                                           | Here We Go Again                      | 2009 |                                                                      |
| "Wouldn't Change a Thing"                                       | Adam Anders, Nikki Hassma, Peer Åstrom                                                            | Camp Rock 2: The Final Jam            | 2010 |                                                                      |
| X                                                               |                                                                                                   |                                       |      |                                                                      |
| Y                                                               |                                                                                                   |                                       |      |                                                                      |
| "You're My Favorite Song" (med Joe Jonas                        | Jeannie Lurie, Chen Neeman, Aris Archontis                                                        | Camp Rock 2: The Final Jam            | 2010 |                                                                      |
| "You're My Only Shorty"                                         | Antonina Armato, Tim James                                                                        | Unbroken                              | 2011 | Duett med Iyaz.                                                      |
| Z                                                               |                                                                                                   |                                       |      |                                                                      |